# Питер-Москва
«Питер-Москва» — пятый студийный альбом петербургской группы KRec, вышедший 10 декабря 2009 года. Летом 2009 года Ассаи официально объявил об уходе из группы Krec, и в группе остались только Фьюз (он же Гризли) и Марат.

## Список композиций
1. Каждую секунду
2. Скажите Да
3. Когда солнце
4. Чужая страна
5. Мечтаю
6. Странник
7. В урбане  - feat. Лион
8. Этот мир
9. Листья
10. Среди застывших льдов
11. Прости за все
12. На крыльях
13. Питер-Москва
14. Улыбки детей
15. Пока я жив я буду помнить
16. Я верю
17. Добрый знак
18. Этажи
19. Зелёный мир
20. Я останусь здесь

## Рецензии
Альбом, как дорогущее вино: стоит бешеных денег, а на вкус, как обычное. Но гурманы понимают истинное отличие. Альбом не для поклонников пикового прошлого Krec’a, времен Ассаи, а скорее всего для тех, кто чувствовал вкус "Вторжения" или “Меломана”. Если абстрактно, то альбом для людей не только с пропиской в Москве или Питере, он для ценителей, гуляющих маршрутами ветра.
 — пишет Дмитрий Велюш на сайте Prorap.ru 